# Stropkov
Stropkov (maďarsky Sztropkó, rusínsky Стропків) je okresní město na severovýchodním Slovensku, v Prešovském kraji, v historické oblasti Zemplín.

## Název
Jazykovědci odvozují pojmenování města od staroslovanského vlastního jména Strop – Stropek (Stropko), které má základ v obecném názvu strop. Šlo nejspíš o prvního povelkomoravského a předuherského majitele sídla. Vznik sídla se předpokládá nejpozději ve 12. století.
V pozdější době se vyskytují varianty jména města resp. kastelu, jenž sloužil jako třicátková mýtní stanice, Ztrupko, Strupko, Stropkow nebo maďarské Sztropkó či latinské Sztropko a německé Stroppkau.

## Historie
Díky příhodným přírodním podmínkám bylo území dnešního Stropkova a okolí po pravém i levém břehu řeky Ondavy a východní části Nízkých Beskyd – Ondavské vrchoviny již od pravěku a raně historického období osídlené pravěkými lovci a sběrači, jak o tom svědčí ojedinělé nálezy paleolitického kamenné industrie v přilehlých údolích, horských přechodech navazujících na průsmyky v karpatském horském masívu. Z nejbližších nalezišť sem patří objev archaického jádra a kamenných štípaných výrobků z andezitu na jižním svahu mezi potoky Danová a Hlboký v katastru obce Kalinov datované do starší doby kamenné.
Nejintenzivněji byla oblast horní Ondavy osídlena na sklonku doby kamenné, v eneolitu (2000–1800 př. n. l.). Tisíciletí před tím a skoro tři tisíce let poté jsou nálezy velmi sporé, přesto ovšem přítomnost člověka dokládají. Ke konci pozdní doby kamenné sem proniká kultura východoslovenských mohyl.
Po nejasné státoprávní příslušnosti severovýchodního Slovenska po rozpadu Velkomoravské říše patřilo toto území nejspíš k državě polských Piastovců a někdy během 12. století bylo začleněno do Uherského království. Jeho reálná hranice s Polskem šla tehdy po hřebenech Karpat. Záseky jako vnitřní obranná linie uherského království byly před 12. stoletím při Strážském a postupně se posunuly na sever. Ještě roku 1270 se okolí Stropkova v darovací listině majiteli panství Čičava označuje jako území ležící „za záseky v pohraničí s Polskem“.
První písemná zmínka o Stropkově pochází z 12. března 1404 a dokládá, že Stropkov byl již delší dobu ve vlastnictví uherského krále Zikmunda Lucemburského, který jej zdědil po Ladislavovi, synovi Mikuláše z Šarišského Svätého Jura (dnes Hubošovce). Podle pramenů z této doby je zeměpanským městem a sídlem samostatného panství, ke kterému ve středověku patřilo až 37 vsí. Zprávy o udělení městských nebo jiných výsad ovšem chybí, všechny středověké podklady jej nazývají oppidem, s výjimkou jediného z roku 1430, kde je řeč o městě.
Protože se na území Stropkova dosud neprováděly archeologické výzkumy, ztrácí se jeho starší dějiny v mlhách. Zprávy o dřívějším období než 1404, které se vyskytují v dějepisectví, nejsou pevně podložené, některé jsou dokonce prokazatelně mylné. Na základě různých historických okolností se jeví jako pravděpodobné, že v dané lokalitě bylo velkomoravské nebo předvelkomoravské slovanské sídliště, které přetrvalo nejméně do druhé poloviny 13. století, kdy je už nepřímo doložené i písemně. Existují také svědecké výpovědi o náhodném, nezaregistrovaném, opět zakrytém a při tom pravděpodobně z části poškozeném nálezu pozůstatků tak starého sídliště v padesátých letech 20. století. Ač o Stropkově neexistuje přímý dobový písemný doklad, v polovině 14. století musel být nejrozvinutějším sídlištěm dané oblasti.
Nejpozději v první polovině 13. století zde bylo zřízené mýto, někdy koncem 13. století byla při mýtné stanici vybudována strážní věž na její ochranu i jako pohraniční pevnůstka, od 15. století prameny nazývaná kastelem, či fortaliciom Topor, ve významu tvrz.
Celkový charakter tehdejšího města vypovídá, že bylo jako středověké oppidum založeno německými kolonisty v blízkosti staré stejnojmenné slovenské - poté časem zaniklé - vsi. To ač ze severního Zemplína dosud není známá ani jedna šoltyská listina německého práva, byť lze předpokládat, že existovaly (bez nich byly prakticky vyloučené velkorysé investice, protože jen ony zaručovaly perspektivu prosperity) i že doosídlování podle německého práva zde probíhalo i ústními dohodami jako i jinde na východním Slovensku. Stropkovští přistěhovalci podle všeho patřili k Bardejovské německé kolonii.
Jeví se jako pravděpodobné, že předpokládanou královskou (šoltýskou) listinu a s ní spojená práva vykoupil Ludvík I. Veliký a již nestihl šoltýství - kromě mlýna - darovat městu. V polovině 16. století i před tím je ono sice vlastníkem mlýna, jeho pole a louky jsou ovšem jen zákupní a nemá soudní pravomoc ani rybolovní právo. Menší spory rozsuzuje rychtář, větší pak zeměpán. Jeho obyvatelé platí cenzus v penězích, mají povinnost čepovat panské víno a plní i jiné služby vůči zeměpánovi.
Rozvoj města nejspíš zabrzdil Zikmund Lucemburský tím, že ho daroval Imrichovi z Perína, poté co jej již předtím dvakrát zastavil různým feudálům za finanční půjčku. V neposlední řadě to vedlo k jeho postupnému opuštění německými obyvateli, kteří viděli v jiných - plnoprávných - městech lepší perspektivy. V roce 1569 se mezi veškerými 72 rodinami města nevyskytuje ani jedno německé jméno. I tak ovšem městu zůstal charakter řemeslnického centra oblasti.
Koncem 14. století lze ve Stropkově předpokládat existenci farní či městské školy, která je sporadickými zápisy studentů ze Stropkova na Krakovské univerzitě písemně doložená od roku 1409 i pozdějšími doklady, které vykazují vztah k takové škole.
Nejpozději od druhé poloviny 15. století mělo město pečeť (byť s omezenými právy), v níž je zobrazena patronka kostela svatá Anna s Marií. Nejstarší známý latinský list rychtáře a porotců Stropkova městské radě Prešova je z roku 1515, od konce 16. a začátku 17. století už psali své písemnosti i slovensky. První známá listina – záznam o vyšetřování krádeže – pochází z roku 1601, stejně jako nejstarší slovensky psaný dopis městské rady z 27. dubna.
Stropkov patřil až do roku 1848 do Zemplínské stolice, pak do roku 1922 do Zemplínské župy. Roku 1922 byl přidělen k Šarišské stolici, později župě. Po druhé světové válce patřil do nejdřív prešovského, potom východoslovenského a od roku 1996 opět prešovského kraje.
Dnešní Stropkov vznikl sloučením původního Stropkova se sousední vsí Bokšou v roce 1964.

## Přírodní poměry
Stropkov se nachází v Ondavské vrchovině, na levém břehu řeky Ondavy na jejím soutoku s potokem Chotčianka, třináct kilometrů od Svidníku a 52 kilometrů od Prešova.

## Obyvatelstvo
Z přibližně 10 tisíc obyvatel Stropkova tvoří vedle 89 % Slováků významnější národnostní menšiny necelých 10 % Rusíni a o něco víc než 1 % Romové.
Vyznáním se 62 % hlásí k římskokatolické víře, 27 % k řeckokatolické a 5,2 % k pravoslavnému křesťanství.

### Židovská komunita
Židé přišli do Stropkova, možná utíkaje před pogromy v Polsku okolo roku 1650. Asi o 50 let později se vystěhovali do Tisince, vesnice severně od města. Stropkov tou dobou sužovaly morové epidemie. Do Stropkova se židé vrátili teprv okolo roku 1800. Stropkovský židovský hřbitov byl založen roku 1892, poté co tisinecký přestal být používán.
V roce 1939 získala antisemitská Hlinkova slovenská ľudová strana moc na Stropkovské městské radnici. Od května do října 1942 byli židé z oblasti Stropkova deportováni do koncentračních táborů Osvětimi, Sobibóru, Majdanku a do „neznámých destinací“. Na konci druhé světové války zbylo ve Stropkově z dvou tisíc židů v roce 1942 pouze sto, kteří buď odešli do emigrace nebo splynuli s ostatním obyvatelstvem, čímž židovská komunita ve Stropkově zanikla.
Poslední stropkovský vrchní rabín Menachem Mendel Halberstam (1873-1954) žil po válce až do konce života v New Yorku, kde vyučoval ve Stropkovské ješivě, založené ve Williamsburgu v Brooklynu. V současnosti je stropkovským Admorem HaRav Avraham Shalom Halberstam v Jeruzalémě, který provozuje několik ješiv a kolelu, věnuje se Ahavat Izraelu a pomoci těm, kteří se chtějí vrátit ke svým židovským kořenům.

## Hospodářství
Ve městě působí mj. Tesla Stropkov, která vyrábí telefonní techniku, elektroinstalační materiál a dveřní zámečnické výrobky.

## Společnost
Ve Stropkově jsou čtyři základní školy, jedno gymnázium, Střední odborná škola elektrotechnická, Střední odborné zemědělské učiliště a vysunuté pracoviště Dubnického technologického institutu.
Nejstarší poutní místo na Slovensku k úctě Panny Marie Karmelske / Škapulířske - Bratrstvo svatého Škapulíře při Římskokatolickém kostele Nejsvětějšího Těla a Krve Kristovy v Stropkově schválil 11. května 1669 bulou papež Klement IX. Odpustková slavnost se koná každý rok ke dni 16. července.

## Pamětihodnosti
- Římskokatolický kostel Nejsvětějšího Těla a Krve Kristovy z poloviny 14. století
- Goticko-renesanční kastel
- Františkánský kostel a klášter
- Řecko-katolický chrám sv. Petra a Pavla z roku 1774
- Pravoslavný chrám Uložení úctyhodného roucha přesvaté Bohorodičky
- Ve Stakčíně je vojenský hřbitov z první světové války. Je zde šestnáct hromadných hrobů a osmdesát hrobů jednotlivých. Je zde pochovaných 700 vojáků.[7]
- Řecko-katolický chrám sv. Cyrila a Metoděje z roku 1948
- Zoo park Stropkov[8]

## Partnerská města
Partnerským městem Stropkova v České republice je Bílina.

## Galerie

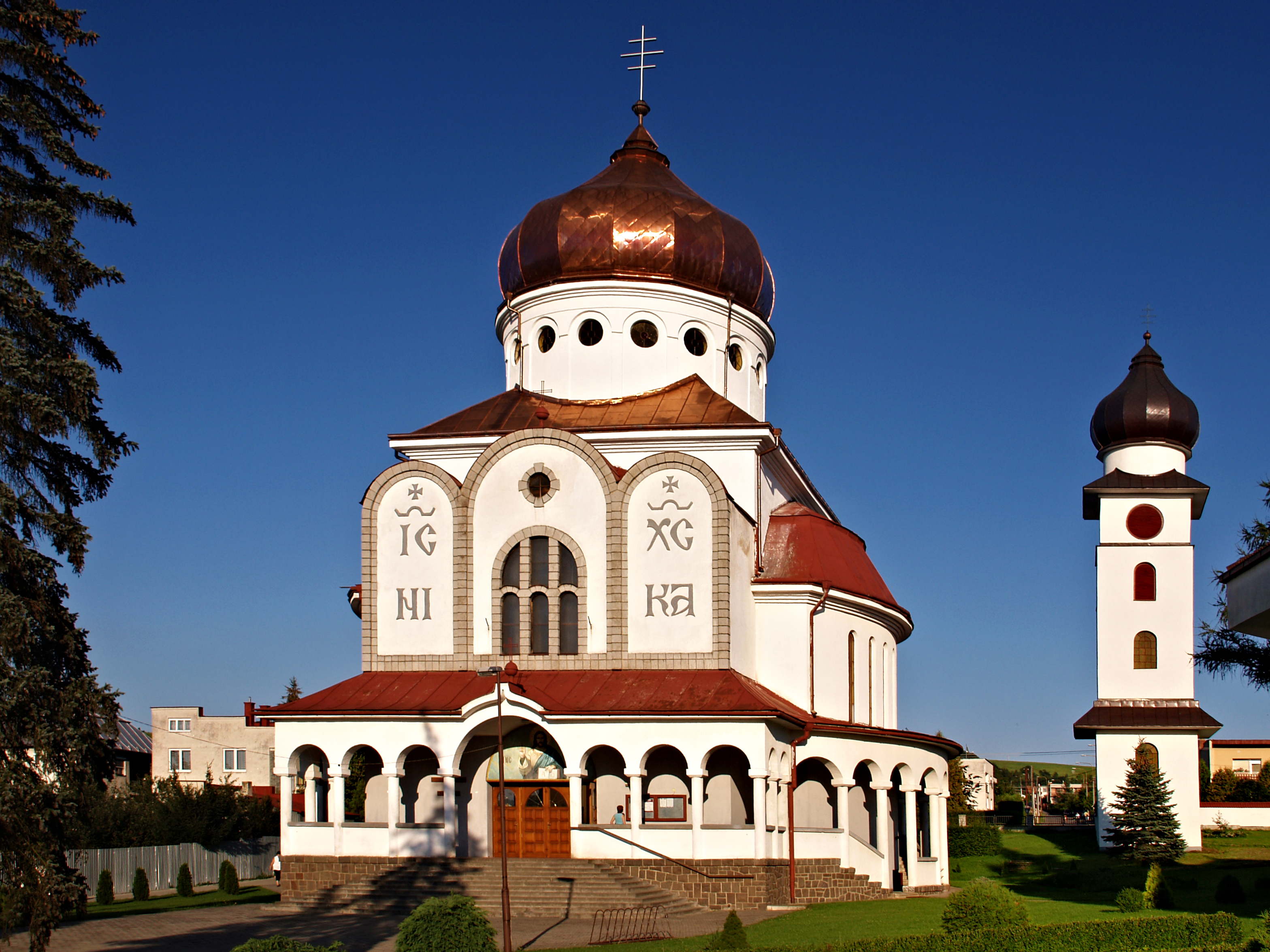
Řeckokatolický chrám svatých Cyrila a Metoděje
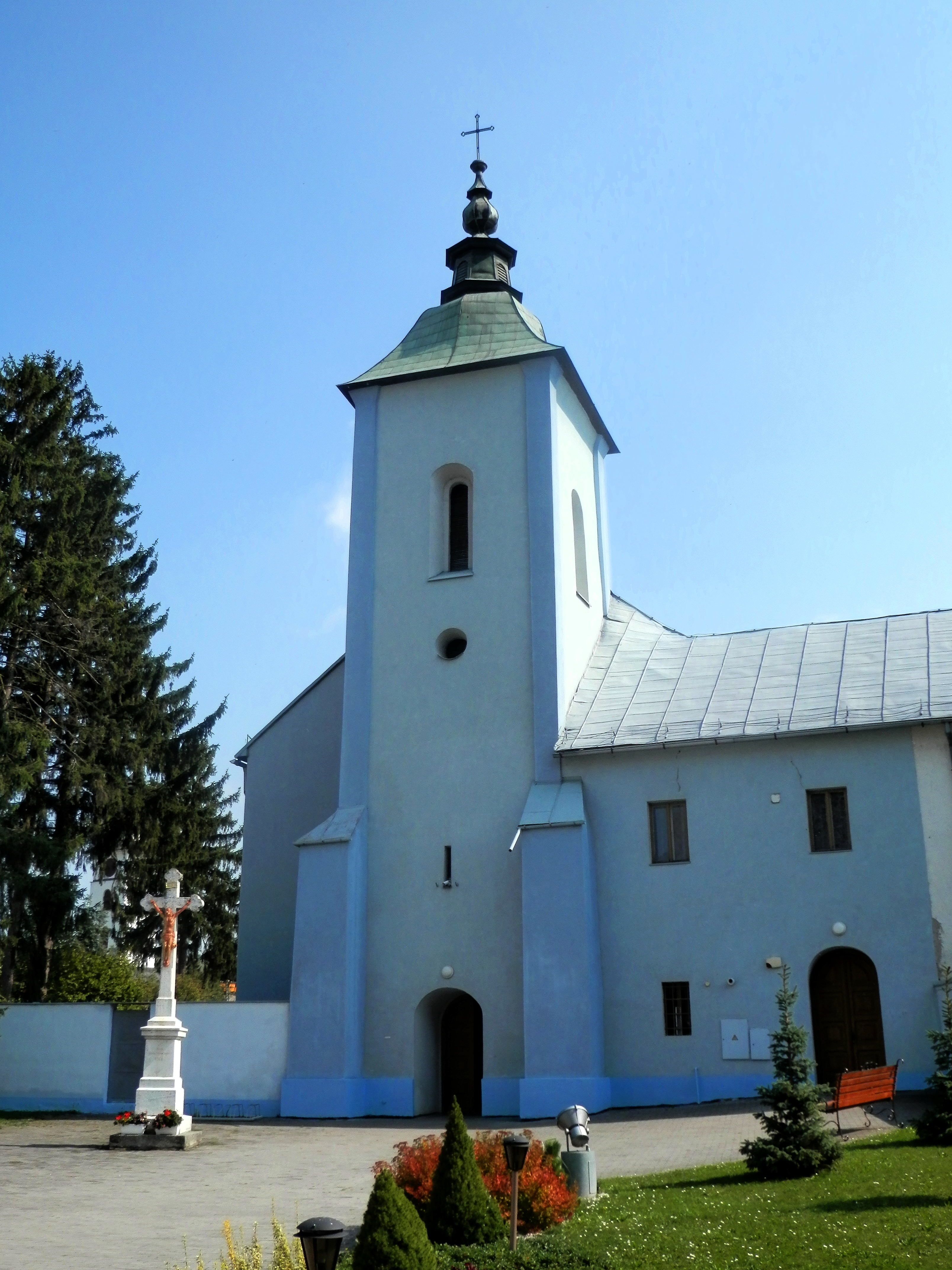
Kostel Františkánského kláštera
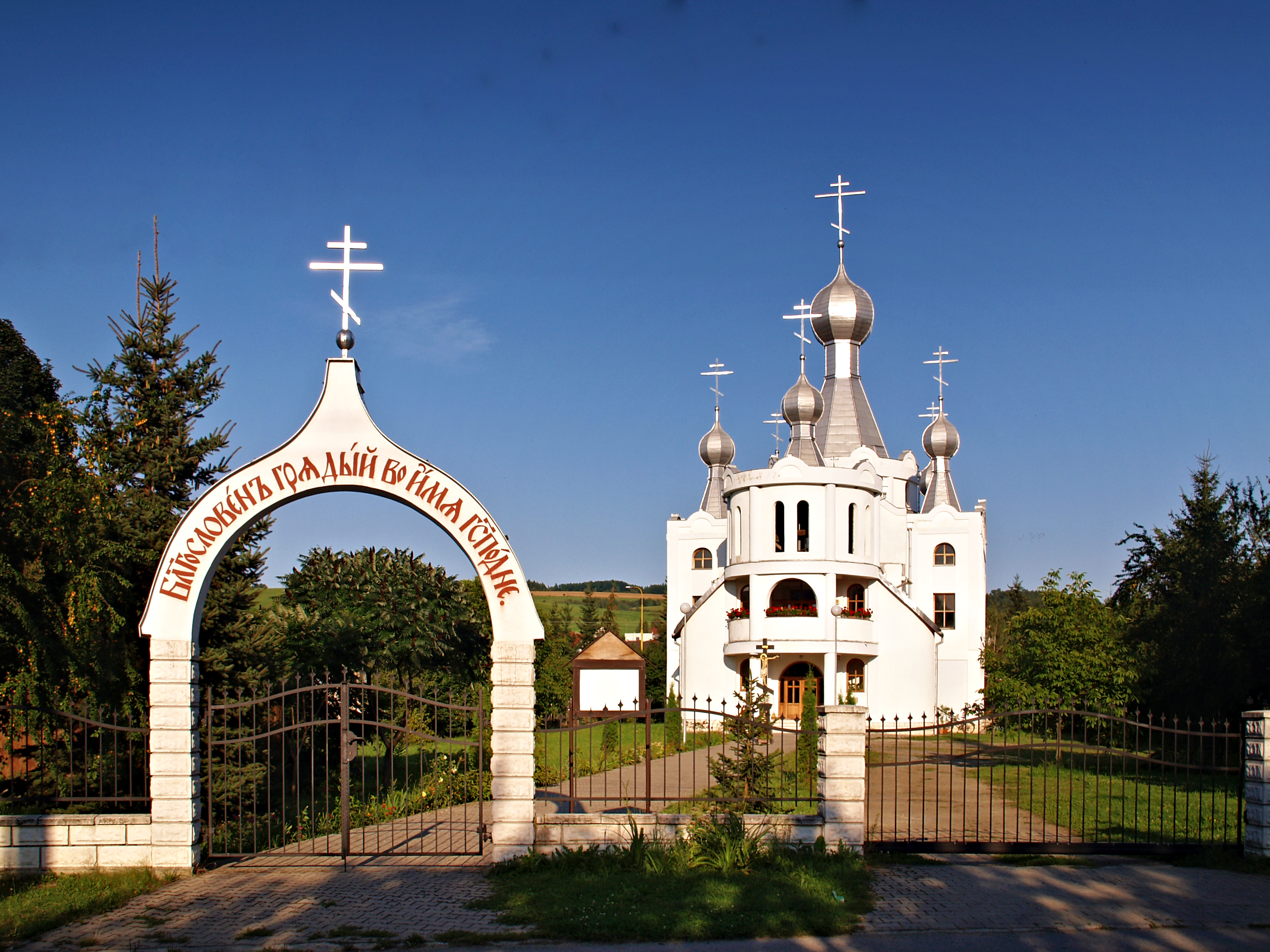
Pravoslavný chrám Uložení úctyhodného roucha přesvaté Bohorodičky
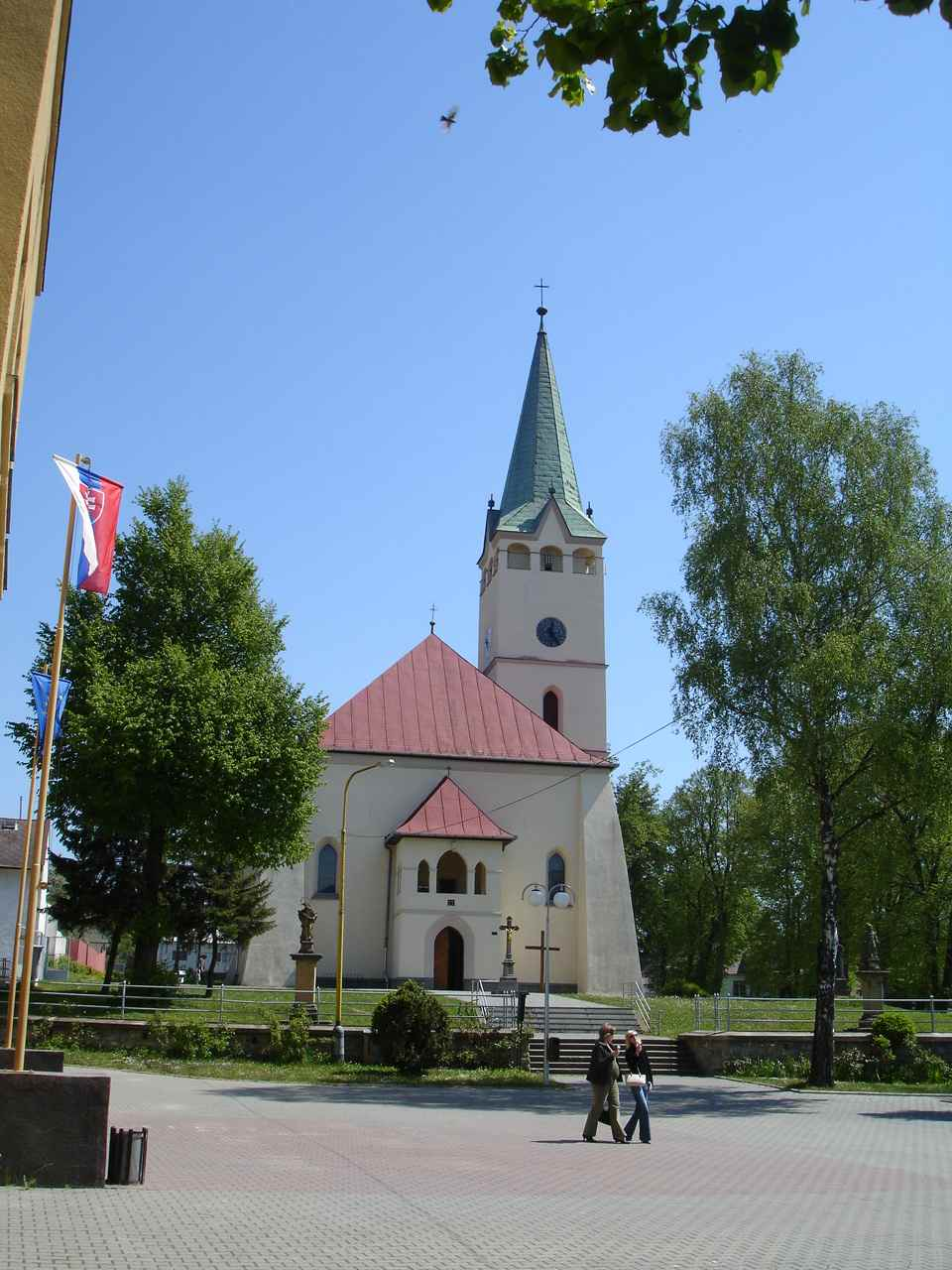
Římskokatolický gotický kostel Nejsvětějšího Těla a Krve Kristovy ve stropkovském kastelu